# Llista d'intèrprets de country
Aquesta llista conté una llista d'intèrprets i grups de música country. L'ordenació roman alfabètica pel nom de grups. En el cas d'intèrprets solistes l'ordenació respon a la del cognom.
| Índex A B C D E F G H I J K L M N O P Q R S T U V W X Y Z |

## A
- Roy Acuff
- Trace Adkins
- Alabama
- Jason Aldean
- Gary Allan
- Allman Brothers
- Lynn Anderson
- Jessica Andrews
- Sherrie Austin

## B
- Bellamy Brothers
- Dierks Bentley
- Big Country
- Clint Black
- Suzy Boguss
- Garth Brooks
- BR5-49
- Brooks & Dunn
- Luke Bryan

## C
- Billy Currington
- Glen Campbell
- Mary Chapin Carpenter
- Carter Family, The
- A.P. Carter
- Deana Carter
- Johnny Cash
- Kenny Chesney
- Mark Chesnutt
- Terri Clark
- Patsy Cline
- Rita Coolidge
- Cowboy Junkies

## D
- Iris DeMent
- John Denver
- Diamond Rio
- Dixie Chicks

## E
- Steve Earle
- Sara Evans

## F
- Florida Georgia Line
- Flying Burrito Brothers, The
- Lefty Frizzell

## G
- Crystal Gayle
- Larry Gatlin
- Vince Gill
- Mickey Gilley
- Amy Grant
- Nanci Griffith

## H
- Merle Haggard
- Emmylou Harris
- Eric Heatherly
- Ty Herndon
- Faith Hill
- Johnny Horton
- Tommy Hunter

## J
- Alan Jackson
- Wanda Jackson
- Waylon Jennings
- George Jones
- Judds, The
- Wynonna Judd

## K
- Toby Keith
- Sammy Kershaw
- Alison Krauss
- Kris Kristofferson

## L
- Lady Antebellum
- Miranda Lambert
- Tracy Lawrence
- Chris LeDoux
- Lonestar
- Patty Loveless
- Lyle Lovett
- Loretta Lynn

## M
- Martina McBride
- Neal McCoy
- Mindy McCready
- Reba McEntire
- Tim McGraw
- Jo Dee Messina
- Ronnie Milsap
- Bill Monroe
- John Michael Montgomery
- Montgomery Gentry
- Allison Moorer
- Anne Murray

## N
- Willie Nelson

## O
- Oak Ridge Boys
- Buck Owens
- Osborne Brothers

## P
- Brad Paisley
- Johnny Paycheck
- Dolly Parton
- Webb Pierce
- Charlie Pride
- Prairie Oyster
- Pure Prairie League

## R
- Bonnie Raitt
- Rascal Flatts
- Jim Reeves
- Charlie Rich
- LeAnn Rimes
- Marty Robbins
- Jimmie Rodgers
- Johnny Rodriguez
- Kenny Rogers
- Linda Ronstadt
- Darius Rucker

## S
- Sawyer Brown
- Pete Seeger
- SheDaisy
- Ricky Skaggs
- Spedition Sack
- George Strait
- Marty Stuart
- Ralph Stanley
- Sugarland

## T
- Mel Tillis
- Pam Tillis
- Aaron Tippin
- Randy Travis
- Travis Tritt
- Tanya Tucker
- Shania Twain
- Conway Twitty

## U
- Carrie Underwood
- Keith Urban

## V
- Phil Vassar

## W
- Porter Wagoner
- Clay Walker
- Bob Wills
- Don Williams
- Hank Williams
- Hank Williams Jr.
- Lucinda Williams
- Mark Wills
- LeeAnn Womack
- Chely Wright
- Tammy Wynette

## Y
- Trisha Yearwood
- Dwight Yoakam

## Z
- Zac Brown Band